# Illeana Douglas
Illeana Hesselberg, mai bine cunoscută ca Illeana Douglas, (n. 25 iulie 1965) este o actriță, regizoare, scenaristă și producătoare americană . A primit o nominalizare la premiile Primetime Emmy pentru un episod din serialul Sub Pământ SRL din 2001 și a câștigat Premiul Satellite pentru cea mai bună actriță într-un serial de televiziune - comedie sau musical pentru prestația ei din serialul Action. A mai jucat în filme precum Băieți buni și Promontoriul groazei. A fost gazdă a unei emisiuni difuzate de Turner Classic Movies despre regizoarele din trecut.

## Viața timpurie
Douglas s-a născut în Quincy, Massachusetts, ca fiică a lui Joan Douglas (născută Georgescu), profesoară, și a lui Gregory Douglas, pictor. Tatăl ei a fost fiul actorului de la Hollywood Melvyn Douglas și a soției sale, artistul Rosalind Hightower. Douglas a avut doi frați mai mari, Ștefan Gregor Hesselberg, laborant la Massachusetts Institute of Technology, și Erik Hesselberg, jurnalist.

## Legături externe
- Site web oficial
- Illeanarama pe Twitter
- Illeana Douglas la Internet Movie Database